# Wangjiakan Shuiku
Wangjiakan Shuiku är en reservoar i Kina. Den ligger i provinsen Liaoning, i den nordöstra delen av landet, omkring 130 kilometer sydväst om provinshuvudstaden Shenyang. Wangjiakan Shuiku ligger 49 meter över havet. Arean är 0,95 kvadratkilometer. Trakten runt Wangjiakan Shuiku består till största delen av jordbruksmark. Den sträcker sig 1,4 kilometer i nord-sydlig riktning, och 1,4 kilometer i öst-västlig riktning.
Genomsnittlig årsnederbörd är 976 millimeter. Den regnigaste månaden är juli, med i genomsnitt 249 mm nederbörd, och den torraste är januari, med 7 mm nederbörd.